# Torres rodones d'Irlanda

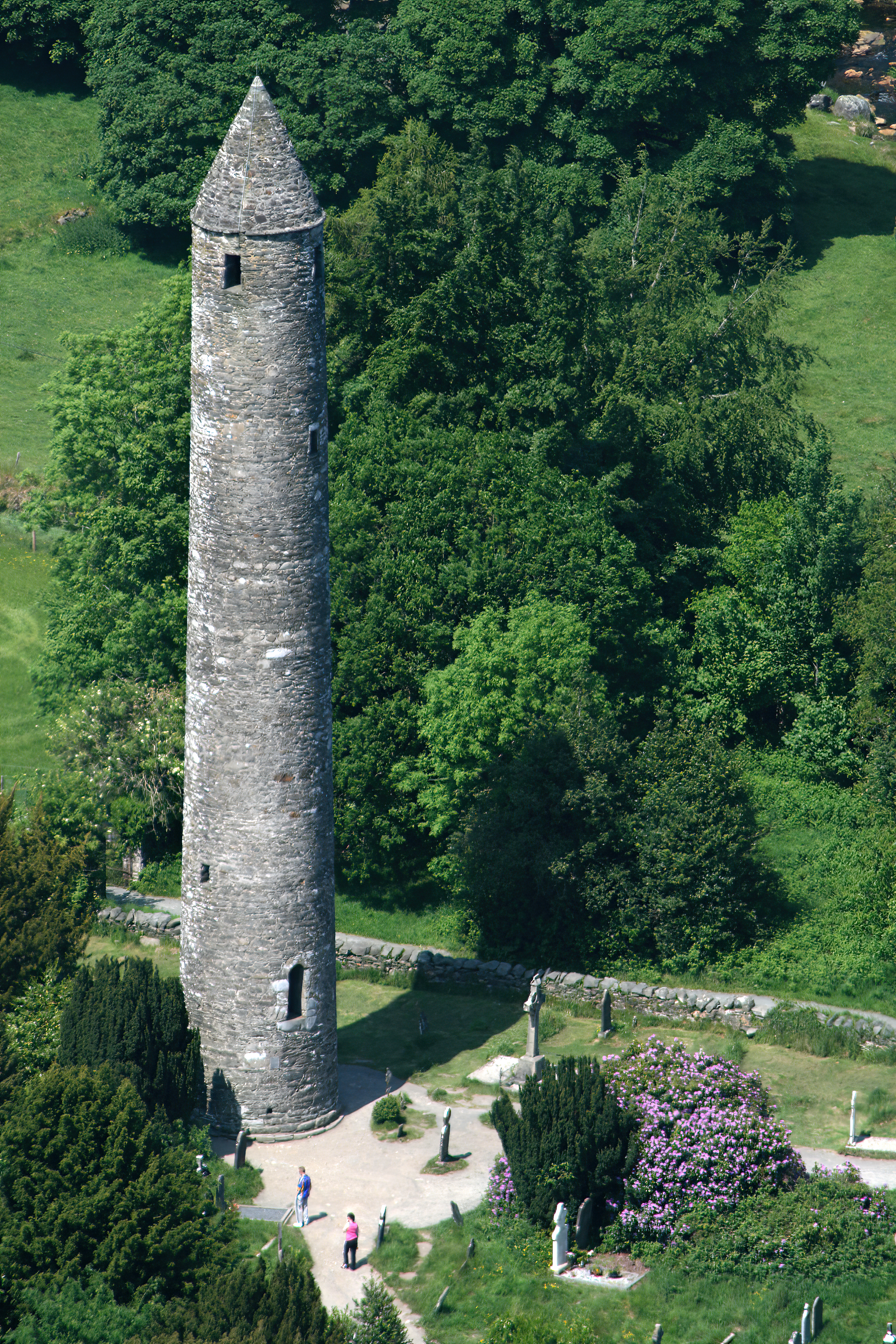
La torre rodona de Glendalough a Irlanda, es troba a uns trenta metres d'alçada

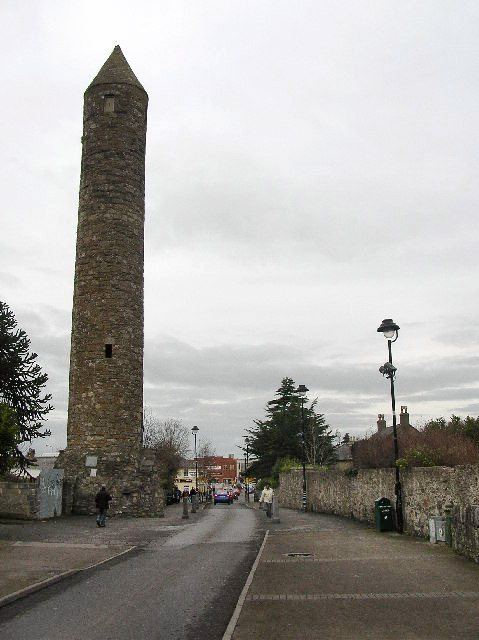
La torre de Clondalkin a Dublín

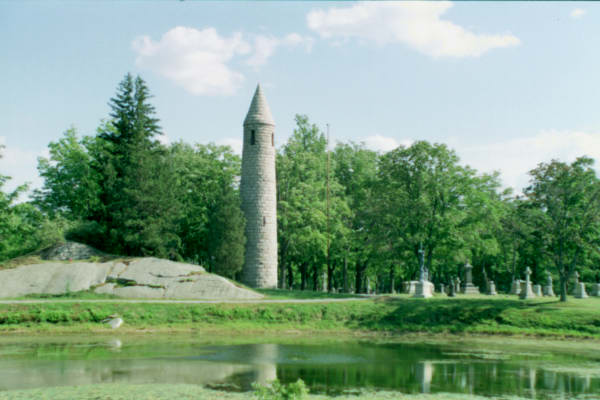
Torre de Milford (Massachusetts)

Les torres rodones d'Irlanda (en irlandès: Cloigtheach (singular), Cloigthithe (plural)) són torres medievals d'un tipus de pedra trobada principalment a Irlanda i a Escòcia. Encara que no existeix un cert acord sobre el seu propòsit, es creu que principalment van ser torres campanar, llocs de refugi o una barreja de tots dos.
En general, es troben en el veïnatge d'una església o monestir, amb la porta de la torre mirant cap al llindar de l'església, cosa que ha permès determinar, sense excavacions, el lloc on antany es trobaven esglésies que havien desaparegut, però la torre de les quals continuava dempeus.

## Construcció i distribució
Les torres assoleixen una alçada de 18 a 40 metres (59 a 130 peus) i una circumferència de 12 a 18 metres (39 a 59 peus). Són les més altes d'Irlanda les que es troben en el conjunt monàstic de Kilmacduagh. La maçoneria usada en les seves construccions difereix segons la data, ja que mentre els exemples més primerencs són d'enderrocs sense tallar, els més tardans són treballs amb pedres curosament unides.
La porció més baixa que tenen és obra sòlida amb una única porta alçada, de dos a tres metres per damunt del terra, sovint accessible solament per una escala. En el seu interior, acostuma a haver-hi uns dos o més pisos, en general de fusta, amb escales entre si. Les finestres, que són a la part més alta, estan fetes a base de clivelles en la pedra. El terrat és de pedra en general de forma cònica, encara que algunes de les torres estan coronades per un posterior cercle de fortificació.
L'única torre rodona que té una base hexagonal està a Kinneigh, a la vora d'Enniskeane, al comtat de Cork, i va ser construïda el 1014.
Una de les més famoses torres es troba a l'illa de Devenish, al llac Erne, dins del comtat de Fermanagh, a Irlanda del Nord. L'única torre rodona a Irlanda que encara conserva el seu terrat originari es troba a Clondalkin. El millor exemple d'aquest tipus de torres a Escòcia és a Brechin, en les terres de la catedral. Així mateix, existeix també una torre rodona a la ciutat dels Estats Units de Milford (Massachusetts), al cementiri de Santa Maria, la construcció de la qual, feta de granit i única en aquest país, es va portar a terme a la fi del segle xix com a monument commemoratiu als milers d'immigrants irlandesos que es troben enterrats en aquell lloc.

## Propòsit
El veritable propòsit de les torres continua sent un misteri. Una teoria popular explica que van ser en origen construïdes com a refugi davant d'invasors vikings. Si un lloc d'observació fixat en la torre albirava una força vikinga, la població local (o almenys el clergue) entrava i usaven una escala que es podia aixecar des de dintre. Les torres haurien estat usades per a emmagatzemar relíquies religioses i altres ponderables.
El problema que presenta aquesta teoria és que la distància des del terra fins a l'alçat llindar és una mica més gran que la del primer pis fins al segon i d'aquesta manera, els graons rígids haguessin estat massa grans per a la porta. Les excavacions als anys 1990 van revelar sòcols que confirmen que es van construir graons de fusta; tanmateix, no pot descartar-se que s'utilitzessin escales abans de la construcció d'aquest tipus de graons. Un important ús de les històriques torres era actuar com a campanar d'una església. La paraula irlandesa per a aquestes torres, cloictheach, indica això, segons l'observat per George Petrie el 1845.